# Foc (metropolitana di Barcellona)
Foc è una stazione della Linea 10 Sud  della metropolitana di Barcellona. La stazione è entrata in servizio l'8 settembre 2018 con l'apertura del ramo sud della linea L10, di cui costituisce il capolinea.

## Caratteristiche
La stazione è situata all'incrocio tra il Passeig della Zona Franca e Carrer del Foc, in prossimità anche del Carrer del Cisell, infatti nei documenti di progetto la stazione compare generalmente con la denominazione "Foc Cisell". L'accesso alla stazione è possibile solo tramite scale mobili o ascensori ad alta capacità, adatti anche al trasporto di persone a mobilità ridotta.

## Storia
Secondo le previsioni iniziali la stazione avrebbe dovuto entrare in servizio nel 2007, ma in seguito al ritardo nei lavori la stima fu spostata prima al 2014, poi al 2016 ma anche questa seconda data non fu rispettata e l'apertura fu ulteriormente rimandata fino all'apertura effettiva della tratta sud della L10.

## Accessi
- Carrer del Foc